# Banco de Desarrollo de América del Norte

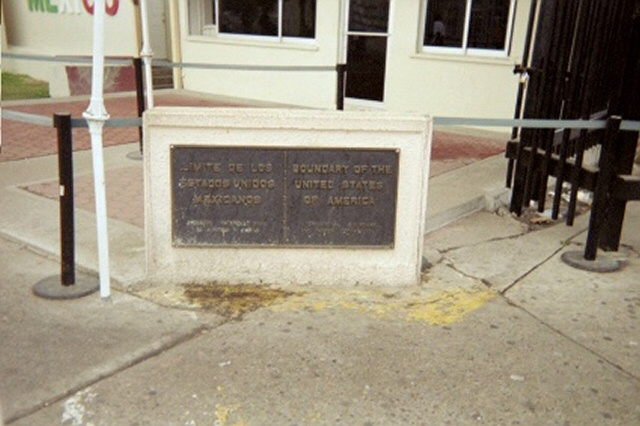
Foto de la frontera. El logotipo del BDAN, North_American_Development_Bank.jpg, no está disponible en Wikimedia Commons

El Banco de Desarrollo de América del Norte (para denominarse a sí mismo en español, uno de sus 2 idiomas oficiales, usa las siglas en español BDAN, a diferencia de muchos otros bancos multilaterales de desarrollo, que para cualquier idioma en que se hable de ellos solo se emplean las siglas inglesas) es una institución financiera binacional capitalizada y administrada igualmente por los Gobiernos federales de los Estados Unidos de América y de México, con el propósito de financiar los proyectos medioambientales certificados por la Comisión de Cooperación Ecológica Fronteriza (COCEF).
El BDAN y la COCEF trabajan conjuntamente con comunidades y patrocinadores de proyectos en ambos países para desarrollar y financiar las infraestructuras necesarias para un medio ambiente limpio y saludable para los residentes en la zona fronteriza. Establecido en 1994, con sede en San Antonio (Texas), su misión es servir como socio binacional y catalizador en comunidades a lo largo de la frontera mexicano-estadounidense para aumentar las posibilidades de costear (affordability), financiar, desarrollar a largo plazo y operar eficazmente infraestructuras que promuevan un medio ambiente limpio y saludable para los ciudadanos de la región.
El BDAN proporciona ayuda financiera a entidades públicas y privadas implicadas en proyectos de infraestructura medioambiental en la región fronteriza. Suministro de agua potable, depuración de aguas residuales y tratamiento municipal de residuos sólidos forman el núcleo de las actividades del banco. Sin embargo también puede financiar otras áreas —como calidad del aire, energía limpia o residuos peligrosos— donde los patrocinadores sean capaces de demostrar beneficios tangible para el medio ambiente o la salud de los residentes de la zona.
Creadas como instituciones interdependientes, BDAN y BECC trabajan en equipo para desarrollar proyectos integrados, sostenibles y fiscalmente responsables con amplio soporte ciudadano en un marco de estrecha coordinación y cooperación entre México y Estados Unidos. Dentro de este equipo, la COCEF verifica la viabilidad técnica e integridad medioambiental de los proyectos que buscan financiación del BDAN y promueve el apoyo ciudadano para dichos proyectos. En consecuencia, cada proyecto debe pasar a través de un proceso de participación pública y certificación llevado por la COCEF.
En sus esfuerzos para ayudar a que las poblaciones fronterizas desarrollen y financien proyectos de infraestructura medioambiental asequibles, autosostenibles y con amplio apoyo ciudadano, el BDAN trabaja con gobiernos locales y empresas públicas municipales (por ejemplo, de agua) para aumentar sus opciones de financiación, ayudándolos a aplicar prácticas financieras y empresariales sólidas que proporcionen una base para una buena gestión de su deuda. Como parte de esta estrategia, el BDAN promueve un enfoque amplio y a largo plazo de la planificación y financiación de infraestructuras. Ofrece tanto préstamos como donaciones para satisfacer distintas necesidades.

## Historia
El BDAN y la COCEF fueron establecidos por el Acuerdo de Cooperación en el Entorno de Frontera de noviembre de 1993 (Acuerdo Entre el Gobierno de los Estados Unidos de América y el Gobierno de los Estados Unidos Mexicanos respecto al establecimiento de una comisión de cooperación en el entorno de frontera y un Banco de Desarrollo de América del Norte.)
La participación del Gobierno de los Estados Unidos de América fue autorizada por la Ley de implementación del Tratado de Libre Comercio de América del Norte § 541 (22 U.S.C.), conocido por sus siglas inglesas NAFTA (no confundir con la nafta, que es un combustible).

## BDAN y COCEF se fusionan
El Consejo Directivo de la Comisión de Cooperación Ecológica Fronteriza (COCEF) y del Banco de Desarrollo de América del Norte (BDAN) anunció el 10 de noviembre de 2017 la fusión de la COCEF y el BDAN en una institución única para el desarrollo y financiamiento de infraestructura ambiental sustentable en la región fronteriza entre México y los Estados Unidos. Mtro. Carlos Márquez-Padilla Casar, Titular de la Unidad de Asuntos Internacionales de Hacienda de la Secretaría de Hacienda y Crédito Público (SHCP), quien preside el Consejo Directivo durante 2017 expresó:
Esta fusión define una nueva era para la institución, que mantendrá su misión de apoyar, preservar y proteger la salud humana y las condiciones ambientales para las comunidades a lo largo de la región fronteriza. Además, esta fusión asegurará que las funciones y operaciones del Banco continúen fortaleciéndose para servir de manera más efectiva las necesidades de la frontera.